# Elena Nečaeva
Elena Aleksandrovna Nečaeva (in russo Елена Александровна Нечаева?; Leningrado, 14 giugno 1979) è una schermitrice russa, vincitrice di quattro medaglie d'oro, una d'argento e due di bronzo ai campionati mondiali di scherma.

## Palmarès
In carriera ha conseguito i seguenti risultati:
- Mondiali di scherma

Nimes 2001: oro nella sciabola a squadre.
Lisbona 2002: oro nella sciabola a squadre e bronzo individuale.
New York 2004: oro nella sciabola a squadre.
Lipsia 2005: argento nella sciabola a squadre.
Torino 2006: bronzo nella sciabola a squadre.
San Pietroburgo 2007: oro nella sciabola individuale e bronzo a squadre.
- Europei di scherma

Funchal 2000: oro nella sciabola a squadre e argento individuale.
Coblenza 2001: oro nella sciabola individuale.
Mosca 2002: oro nella sciabola a squadre ed argento individuale.
Bourges 2003: oro nella sciabola a squadre e bronzo individuale.
Copenaghen 2004: oro nella sciabola a squadre.
Zalaegerszeg 2005: argento nella sciabola a squadre.
Smirne 2006: oro nella sciabola a squadre.
Gand 2007: bronzo nella sciabola a squadre.